# Carlos Trejo Lerdo de Tejada
Carlos Trejo y Lerdo de Tejada (Ciudad de México, 1879-Ciudad de México, 1941) fue un político, abogado y diplomático mexicano. Se desempeñó como gobernador del entonces Territorio Norte de Baja California.

## Biografía

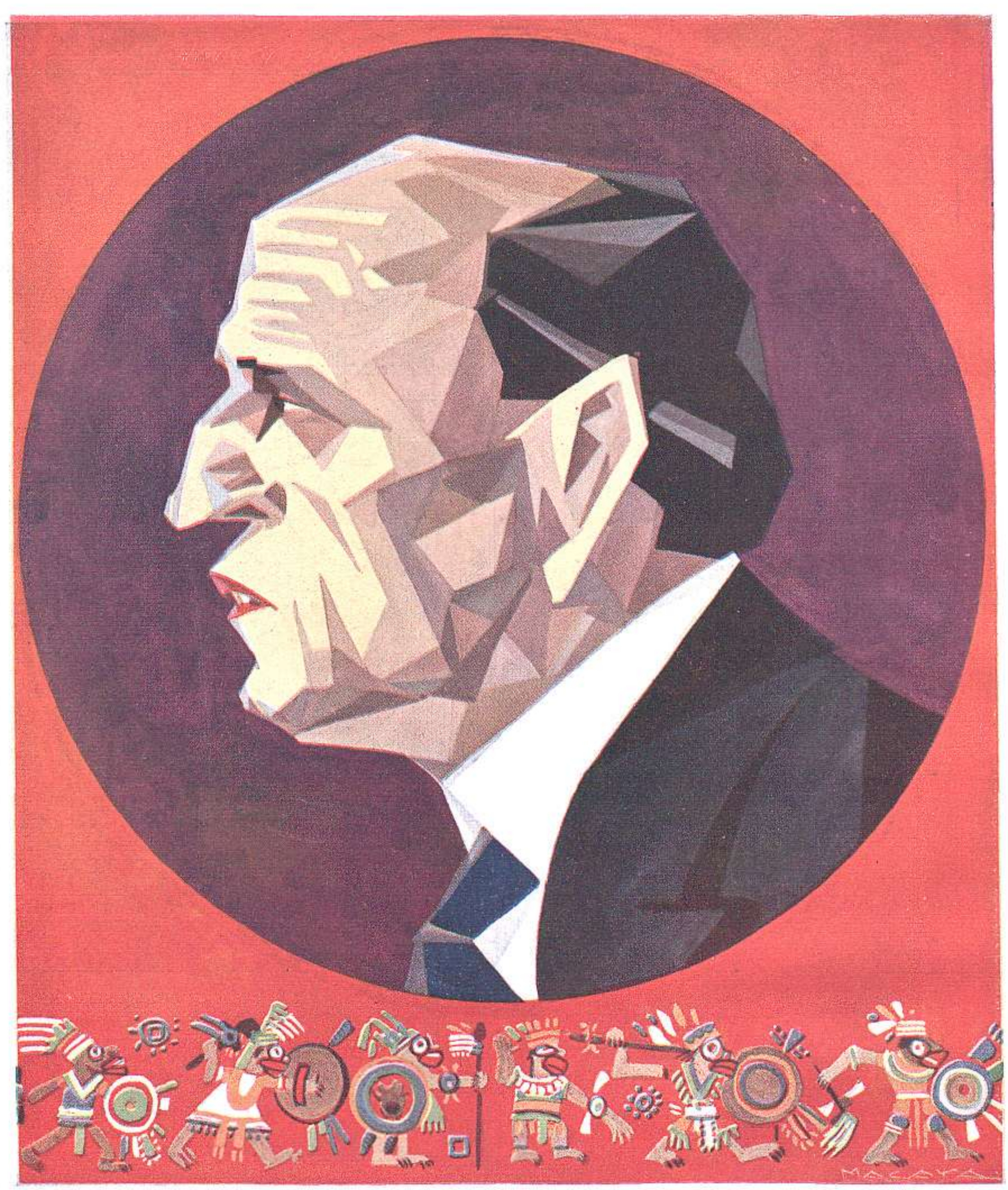
Retratado por Macaya en la revista argentina Caras y Caretas (1924)

Nacido el 5 de noviembre de 1879 en Ciudad de México, ocupó varios cargos de importancia en la administración pública en las décadas de los años 1920 y 1930, siempre ligado al grupo entonces en el poder, liderado por Plutarco Elías Calles, entre otros cargos fue diputado federal, embajador en Argentina, Chile y Cuba, secretario de Educación Pública en el gobierno de Pascual Ortiz Rubio y gobernador del entonces Distrito Norte del Territorio de Baja California, que durante su mandato fue separada en dos Territorios Federales distintos, que sustituyeron a los Distritos, quedando él como gobernador del Territorio Norte. Falleció el  3 de diciembre de 1941 en Ciudad de México.